# Rotiferophthora tagenophora
Rotiferophthora tagenophora är en svampart som först beskrevs av Drechsler, och fick sitt nu gällande namn av G.L. Barron 1991. Rotiferophthora tagenophora ingår i släktet Rotiferophthora och familjen Cordycipitaceae.   Inga underarter finns listade i Catalogue of Life.